# Conus stearnsii
Conus stearnsii é uma espécie de gastrópode do gênero Conus, pertencente a família Conidae.

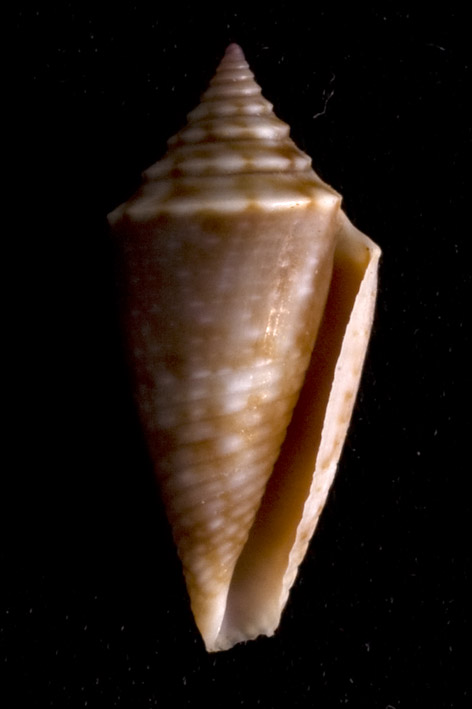
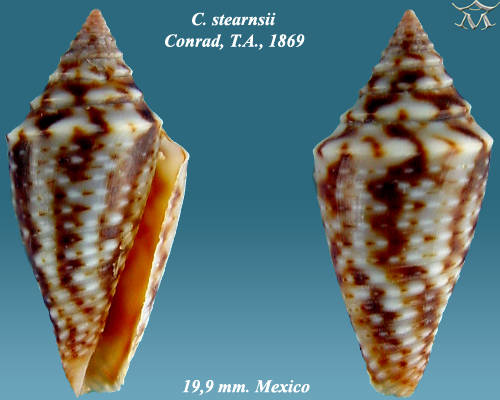
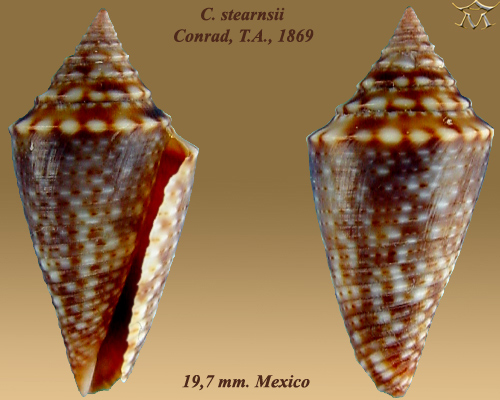
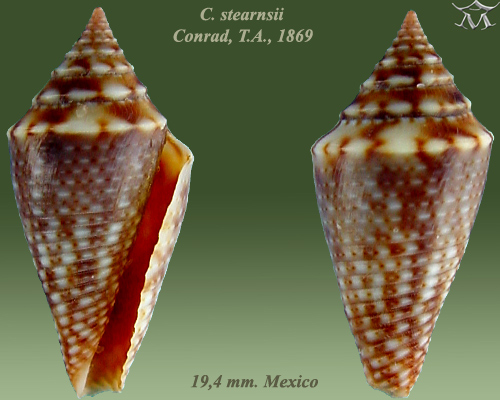